# مرا به خانه ببرید، جاده‌های روستایی
«مرا به خانه ببرید، جاده‌های روستایی» (انگلیسی: Take Me Home, Country Roads) تک‌آهنگی از هنرمند اهل ایالات متحده آمریکا جان دنور است. این تک آهنگ با نام های «مرا به خانه ببرید» و «جاده های روستایی» نیز شناخته می شود.
این آهنگ توسط بیل دانوف، تافی نیورت و جان دنور در مورد ویرجینیا غربی نوشته شده است.
این تک‌آهنگ در چارت‌های اسکاتلند در رتبه اول و در چارت‌های، اتریش، بریتانیا، دانمارک، جزو ده ترانه اول قرار گرفت.
این ترانه از نمادهای ایلت وست ویرجیناست که در این ترانه به بهشت تشبیه شده‌است.